# Cypa ferruginea
Cypa ferruginea är en fjärilsart som beskrevs av Walker 1864. Cypa ferruginea ingår i släktet Cypa och familjen svärmare. Inga underarter finns listade i Catalogue of Life.